# Robert Călugărul
Robert, cunoscut ca Robert Călugărul sau Robert de Rheims, a fost un cronicar al primei cruciade. El nu a participat la expediție, însă a primit misiunea de a rescrie anonima Gesta Francorum la solicitarea abatelui său, care era îngrozit de stilul 'rustic' al Gesta.
Cronica lui Robert cuprinde o narațiune pornind de la discursul papei Urban al II-lea la Conciliul de la Clermont, oferind o versiune care a avut o mare influență asupra modului în care cruciadele au fost descrise de-a lungul secolelor. Robert scrie într-un stil de ca și cum ar fi fost prezent la Clermont, deși a redactat lucrarea în 1116, la 21 de ani de la respectivul conciliu, dacă nu cumva mai târziu. Steven Runciman datează populara și cumva romantica versiune a lui Robert, cunoscută ca Historia Hierosolymitana, în jurul anului 1122.